# Norien
| Systeem | Serie     | Etage         | Ouderdom (Ma) | Lithostratigrafie |
| --- | --------- | ------------- | ------------- | ----------------- |
| Jura | Onder     | Hettangien    | jonger        | Lias              |
| Trias | Boven     | Rhaetien      | 201,3–208,5   | Lias              |
| Trias | Boven     | Rhaetien      | 201,3–208,5   | Keuper            |
| Trias | Boven     | Norien        | 208,5–228     |                   |
| Trias | Boven     | Carnien       | 228–235       |                   |
| Trias | Midden    | Ladinien      | 235–242       |                   |
| Trias | Midden    | Ladinien      | 235–242       | Muschelkalk       |
| Trias | Midden    | Anisien       | 242–247,2     |                   |
| Trias | Midden    | Anisien       | 242–247,2     | Buntsandstein     |
| Trias | Onder     | Olenekien     | 247,2–251,2   |                   |
| Trias | Onder     | Indien        | 251,2–252,2   |                   |
| Perm | Lopingien | Changhsingien | ouder         |                   |
| Perm | Lopingien | Changhsingien | ouder         | Zechstein         |
| Indeling van het Trias volgens de ICS en NW-Europese lithostratigrafische namen. Cursieve ouderdommen zijn slechts indicaties. |           |               |               |                   |

Het geologisch tijdperk Norien (Vlaanderen: Noriaan) is een tijdsnede in het Laat-Trias (of in stratigrafische termen: een etage in het Boven-Trias), van ongeveer 228 tot ongeveer 208,5 Ma. Het Norien komt na/op het Carnien en na het Norien komt het Rhaetien.
Het Norien wordt in Europa soms verdeeld in drie sub-etages: Lacinian, Alaunian en Sevatian.

## Naamgeving en definitie
De naam Norien is afgeleid van een oude Romeinse provincie Noricum ten zuiden van de Donau, in het huidige Oostenrijk, waar de oorspronkelijke typelocatie ligt. Een golden spike voor het Norien was in 2007 nog niet vastgelegd.
De basis van het Norien wordt gedefinieerd door het eerste voorkomen van de ammonieten Klamathites macrolobatus en Stikinoceras kerri en de conodonten Metapolygnathus communisti en Metapolygnathus primitius. De top wordt gedefinieerd door de eerste voorkomens van de ammoniet Cochlocera, de conodonten Misikella spp. en Epigondolella mosheri en de radiolaria Proparvicingula moniliformis.
Tijdens het Norien werd in Europa de terrestrische Keuper afgezet.

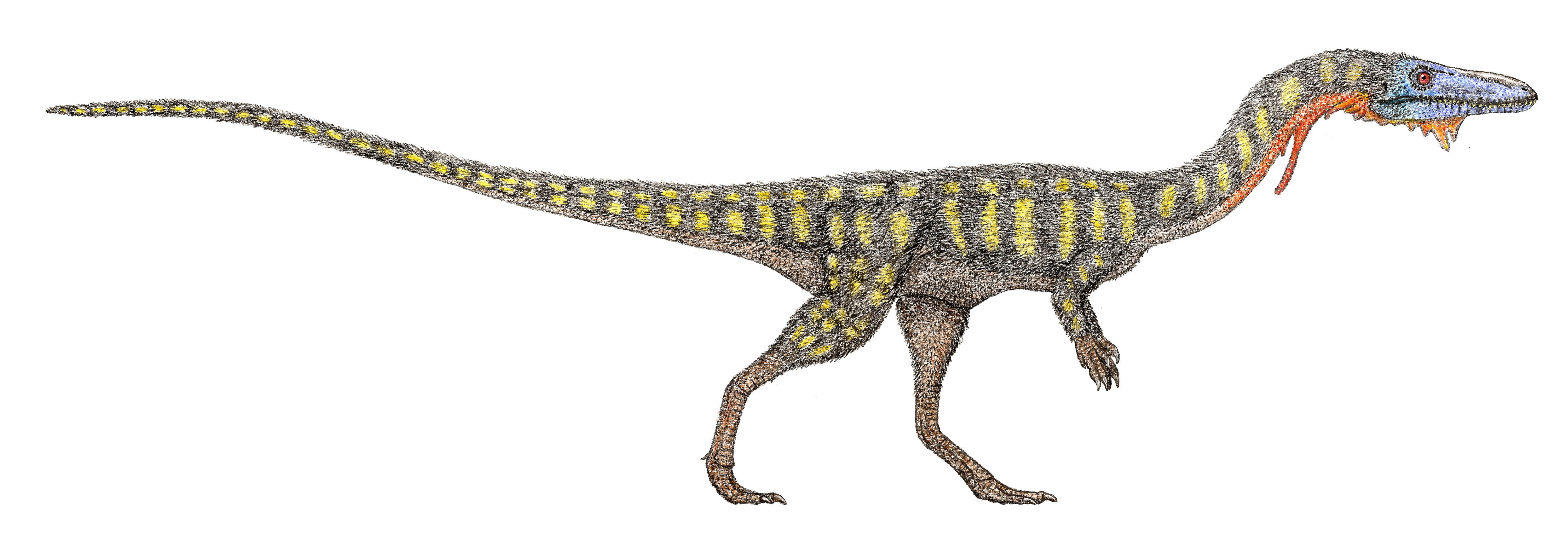
Coelophysis
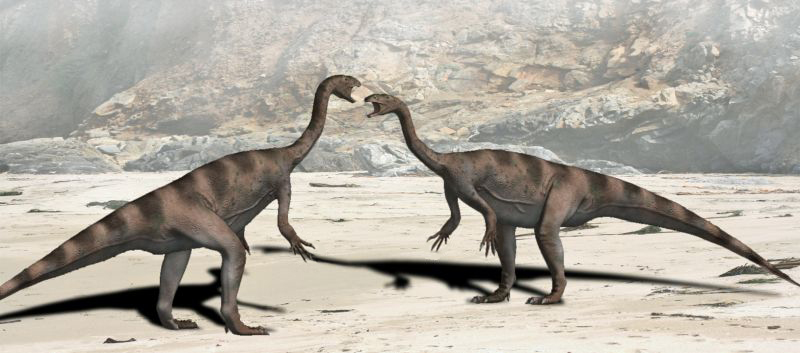
Plateosaurus
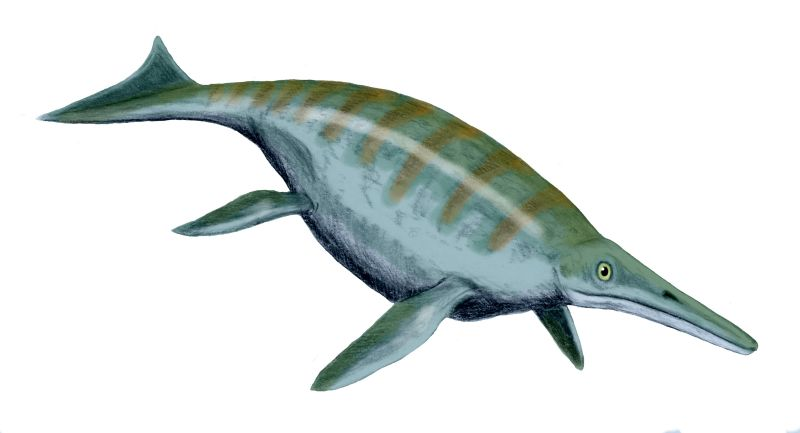
Shonisaurus
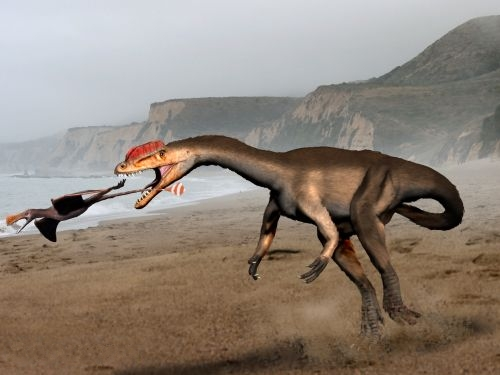
Liliensternus
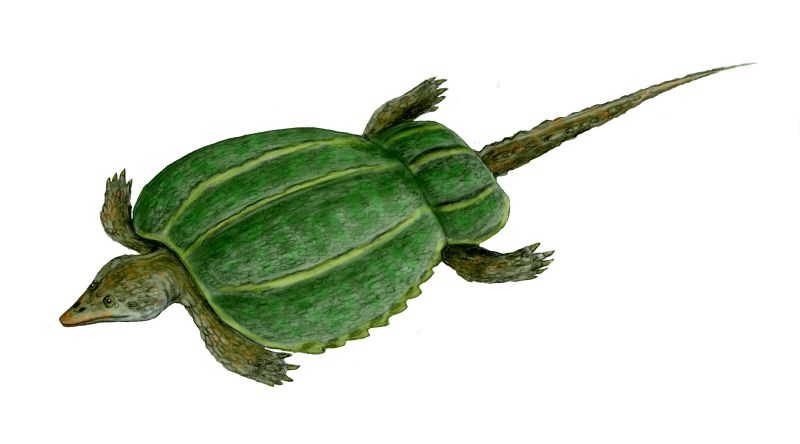
Psephoderma